# Hauberanlage
Die Hauberanlage ist eine Parkanlage in Neustadt an der Weinstraße. Sie steht unter Denkmalschutz.

## Lage
Die Parkanlage befindet sich innerhalb des Afrikaviertels in der Hauberallee.

## Beschreibung
Bei der Hauberanlage handelt es sich um eine neubarocke Treppenanlage mit Exedra und Brunnennische. Hinzu kommen Bronzefiguren und Inschriften.

## Geschichte
Die Anlage wurde 1899 vom Neustadter Ehrenbürger Ludwig Heinrich Hauber (1827–1902) errichtet. Zum Andenken an seine ein Jahr zuvor verstorbene Ehefrau Karoline hatte er ihr zunächst den Namen Karolinenhain gegeben. Später wurde sie in Hauberanlage umbenannt. Bis etwa 1940 befand sich in ihr außerdem ein Germaniadenkmal, das 1897 gegossen worden war.